# Anders Henriksson (pokerspelare)
Anders Henriksson, född 1981, är en svensk pokerspelare som bland annat vunnit Pokermiljonen.
Anders Henriksson har både nått framgångar individuellt - WSOP-armbandet från 2006 - och i lag - segern i Poker Nations Cup samma år .